# Herb Bryne
Herb Bryne i jednocześnie herb gminy Time przedstawia białego ptaka z rozłożonymi piórami i z głową skierowaną w prawą stronę, znajdującego się na czerwonym tle. W niektórych wariantach herbu ptak jest srebrny. Symbole znajdują się na XV-wiecznej tarczy herbowej.